# Gesonia irrorata
Gesonia irrorata är en fjärilsart som beskrevs av George Thomas Bethune-Baker 1908. Gesonia irrorata ingår i släktet Gesonia och familjen nattflyn. Inga underarter finns listade i Catalogue of Life.